# Comuna Pișchia, Timiș
Pișchia (germană Bruckenau, maghiară Hidasliget) este o comună în județul Timiș, Banat, România, formată din satele Bencecu de Jos, Bencecu de Sus, Murani, Pișchia (reședința) și Sălciua Nouă.

## Geografie
Comuna Pișchia se află la o distanță de 20 km de orașul Timișoara, în direcția NE, și la o distanță de 49 de km de orașul Lipova, fiind străbătută de DJ 691
Se întinde pe o suprafață de 12360,58 ha
Se învecinează cu următoarele localități: în E cu comuna Masloc, în V cu comuna Ortișoara, în S cu comuna Giarmate, la V cu comuna Sinandrei
Este o comună situată în zona de contact dintre Dealurile Lipovei și Câmpia Timișului, fiind o regiune fizico-geografică colinară

## Demografie
Componența etnică a comunei Pișchia
     Români (85,73%)
     Romi (1,96%)
     Maghiari (1,04%)
     Alte etnii (0,76%)
     Necunoscută (10,51%)
Componența confesională a comunei Pișchia
     Ortodocși (78,5%)
     Romano-catolici (2,62%)
     Penticostali (1,99%)
     Alte religii (1,93%)
     Necunoscută (14,97%)
Conform recensământului efectuat în 2021, populația comunei Pișchia se ridică la 3.167 de locuitori, în creștere față de recensământul anterior din 2011, când fuseseră înregistrați 3.051 de locuitori. Majoritatea locuitorilor sunt români (85,73%), cu minorități de romi (1,96%) și maghiari (1,04%), iar pentru 10,51% nu se cunoaște apartenența etnică. Din punct de vedere confesional, majoritatea locuitorilor sunt ortodocși (78,5%), cu minorități de romano-catolici (2,62%) și penticostali (1,99%), iar pentru 14,97% nu se cunoaște apartenența confesională.

## Politică și administrație
Comuna Pișchia este administrată de un primar și un consiliu local compus din 13 consilieri. Primarul, Andrei-Raul Obreja[*], de la Partidul Social Democrat, este în funcție din 1 noiembrie 2024. Începând cu alegerile locale din 2024, consiliul local are următoarea componență pe partide politice:
|  | Partid                          | Consilieri | Componența Consiliului | Componența Consiliului | Componența Consiliului | Componența Consiliului | Componența Consiliului | Componența Consiliului | Componența Consiliului |
|  | ------------------------------- | ---------- | ---------------------- | ---------------------- | ---------------------- | ---------------------- | ---------------------- | ---------------------- | ---------------------- |
|  | Partidul Social Democrat        | 7          |                        |                        |                        |                        |                        |                        |                        |
|  | Partidul Național Liberal       | 5          |                        |                        |                        |                        |                        |                        |                        |
|  | Alianța pentru Unirea Românilor | 1          |                        |                        |                        |                        |                        |                        |                        |

## Personalități născute aici
- Ionel Iacob-Bencei (n. 1940), epigramist, poet, prozator, pamfletar, publicist, poet dialectal bănățean, realizator de emisiuni radio în grai bănățean, membru în Uniunea Scriitorilor din România, membru în Uniunea Scriitorilor din Republica Moldova și Cetățean de Onoare al comunei Pișchia;
- Marius Munteanu (1920 - 2005), poet.

## Legături externe

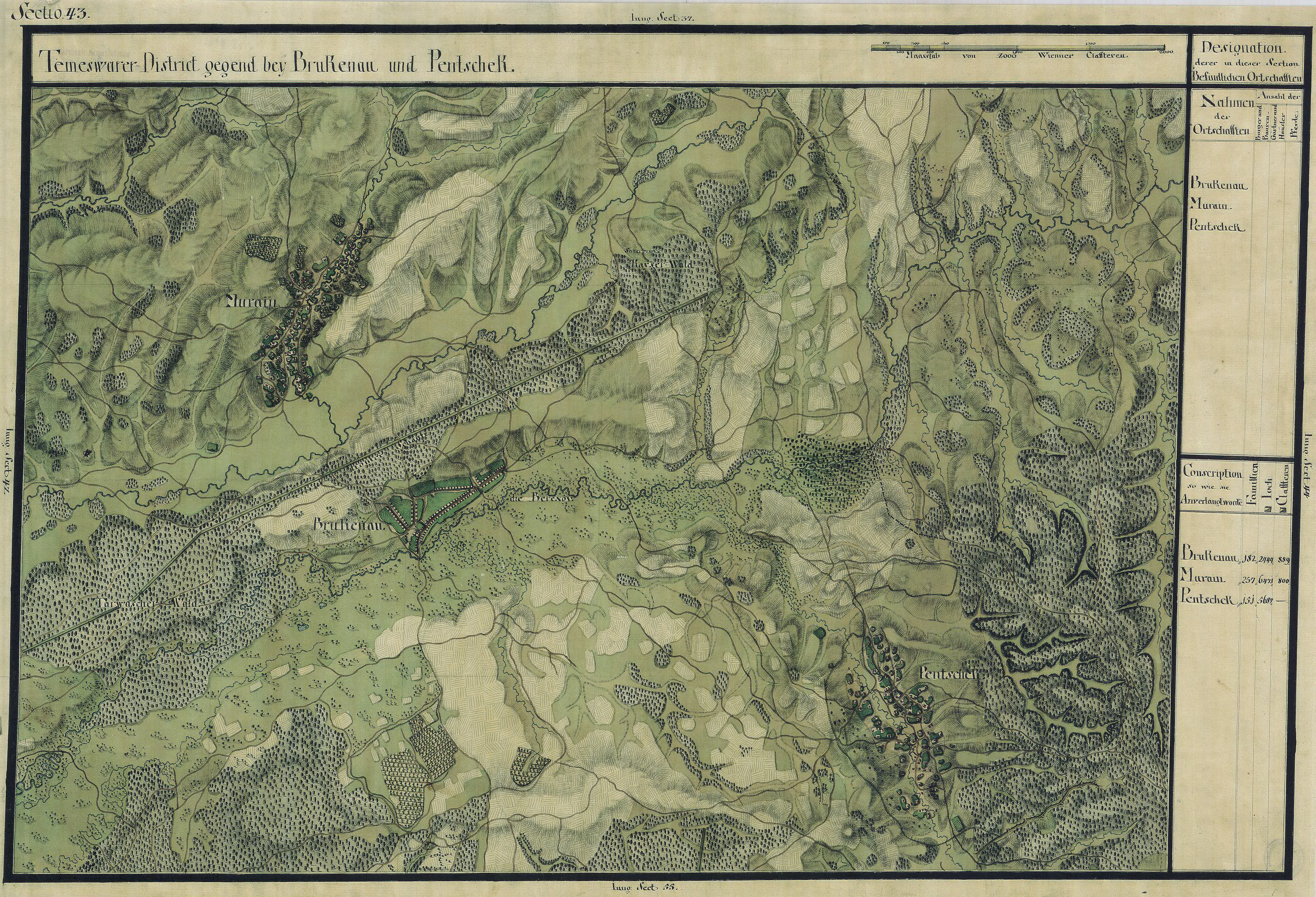
Pişchia în Harta Iosefină a Banatului, 1769-72